# Dictyna marilina
Dictyna marilina là một loài nhện trong họ Dictynidae.
Loài này thuộc chi Dictyna. Dictyna marilina được Ralph Vary Chamberlin miêu tả năm 1948.